# Neu Ulm Challenger 1992
Il Neu Ulm Challenger 1992 è stato un torneo di tennis facente parte della categoria ATP Challenger Series nell'ambito dell'ATP Challenger Series 1992. Il torneo si è giocato a Nuova Ulma in Germania dal 6 al 12 luglio 1992 su campi in terra rossa.

## Vincitori

### Singolare
Marcos Ondruska ha battuto in finale  Marc-Kevin Goellner con il punteggio di 7–6, 6–1

### Doppio
Gustavo Luza /  Daniel Orsanic hanno battuto in finale  Bruce Derlin /  Steve Guy con il punteggio di 6–3, 6–2